# Stop JJOO 2030
El manifest «Stop JJOO 2030» és una declaració pública de l'any 2021 contrari a la candidatura dels Jocs Olímpics d'Hivern Pirineus-Barcelona 2030. Impulsat per la societat civil organitzada en la coordinadora de plataformes SOS Pirineus, compta amb l'adhesió de representants del món rural, excursionista, cultural i polític.
La campanya assenyala que apostar per aquesta candidatura en un context d'escalfament global és una greu irresponsabilitat i adverteix que les estacions pirinenques ja depenen en bona part de la producció artificial de neu i, per tant, no seran viables a mitjà termini i quedaran obsoletes. El manifest també proposa retirar el projecte de la candidatura i canalitzar les inversions per a potenciar un canvi de model socioeconòmic que diversifiqui l'economia, lluiti contra l'especulació i el despoblament a les comarques de muntanya, i protegeixi els espais d'interès natural i paisatgístic.

## Història
El febrer de 2022, 150 científics catalans publicaren el «Manifest científic independent davant la proposta de Jocs Olímpics d'hivern 2030 als Pirineus» en què argumenten en 10 punts la inviabilitat de la candidatura als Jocs Olímpics d'hivern al Pirineu per diferents raons tècniques, ambientals i socioeconòmiques: la manca de transparència en no disposar el govern de Pere Aragonès del document d'avaluació d'impacte ambiental; perquè l'augment del turisme massiu tindria un impacte devastador sobre la biodiversitat de les zones de muntanya; pel seu impacte econòmic deficitari i la precarització de la mà d'obra; l'afectació sobre el gran nombre de jaciments arqueològics que hi ha al Pirineu; i l'augment del consum d'energia, d'aigua i de la contaminació en un context d'emergència climàtica, entre d'altres.
L'1 d'abril de 2022, es va fer públic el naixement de STOP JJOO Aragó, una plataforma «que agrupa veïns i col·lectius contra el macroprojecte», homòloga a la catalana, amb la que es coordina tot i tenir autonomia pròpia. El 7 d'abril van fer públic el seu primer comunicat amb el lema Por un Pirineo vivo, Por nuestro futuro ¡STOP JJOO!, orientat a favor de tres punts bàsics: la retirada del de la candidatura olímpica i el seu enterrament definitiu, aturar els projectes d'ampliació de les pistes d'esquí de Canal Roya i la Vall de Castanesa, i dirigir les inversions econòmiques cap a un model basat a cobrir les necessitats del territori i de la població pirinenca. A través d'aquest manifest, la plataforma va lamentar que el govern de Javier Lambán volgués gastar el 85% del pressupost del fons europeu de recuperació destinat al turisme responsable en diversos projectes per millorar les instal·lacions de les estacions d'esquí com ara fer la connexió entre Candanchú i Astún o el telecabina de Benasc a Cerler, on també es pretenia ampliar l'accés.
El 3 de maig de 2022, músics d'arreu del país s'uniren en la cançó «La terra per sembrar» contra els Jocs Olímpics d'Hivern. El projecte, encapçalat per la cantant aranesa Alidé Sans, va comptar amb la col·laboració de Clara Peya, Montse Castellà, Joina Canyet, Cesk Freixas, Francesc Ribera, Pirat's Sound Sistema i Natxo Tarrés de Gossos, entre d'altres.
El 15 de maig de 2022, al voltant de 5.000 persones, amb el suport de l'Assemblea Nacional Catalana i Unió de Pagesos, es van manifestar a Puigcerdà amb el lema «Per un Pirineu viu. Aturem els Jocs Olímpics» per a reclamar al govern que abandonés el projecte de candidatura olímpica considerant-la un «despropòsit» en plena crisi climàtica i perquè retirés la consulta convocada pel 24 de juliol en diverses comarques catalanes. El 27 de maig de 2022, la portaveu del govern, Laura Vilagrà, va anunciar l'ajornament de la consulta prevista davant de la inconcreció de la candidatura i la manca d'un «projecte tècnic» convincent.
Ecologistes de Catalunya, amb motiu del Dia Mundial del Medi Ambient, va publicar un manifest en què va assegurar que el govern actual no és capaç de donar resposta a la reconeguda emergència climàtica, «al contrari, s'entesta en les velles solucions del passat, com els Jocs Olímpics d'Hivern, per apuntalar el monocultiu turístic de neu i tapar la incapacitat per garantir el futur de la gent que viu als Pirineus» atès que «Catalunya és a la cua europea en polítiques ambientals per la inacció dels darrers governs, en un moment en què la situació de crisi climàtica i ambiental demana una agenda verda capaç de fer front als reptes del canvi climàtic, la inseguretat alimentària, o la crisi energètica i de recursos».
El 20 de juny de 2022, el Comitè Olímpic Espanyol (COE) va descartar definitivament una candidatura per als Jocs Olímpics d'Hivern de 2030 davant la impossibilitat d'arribar a un acord entre els governs de Javier Lambán i Pere Aragonès. En conèixer-se la notícia, la Candidatura d'Unitat Popular i En Comú Podem van celebrar que s'abandonés aquest «macroprojecte» i van reclamar un nou pla d'inversions per al Pirineu. La plataforma Stop JJOO 2030 va assegurar que continuaria treballant «per un altre model econòmic, territorial i de país», i perquè la candidatura no es plantegés per més endavant.
Durant el mes de juliol de 2022, la plataforma Stop JJOO 2030 va crear la ruta ciclista «Pedala Pirineu» de Ripoll fins a Sort en vuit etapes, passant per Puigcerdà, Berga, Sant Llorenç de Morunys, la Seu d'Urgell, la Pobla de Segur, el Pont de Suert i Viella, i que va combinar esport, cultura, música i participació ciutadana pel seu pas per les comarques del Pirineu. Els participants es van desplaçar de vall en vall, recorrent ports de muntanya i pobles. El recorregut va fer parades de denúncia dels fracassos i agressions derivades del model econòmic existent, alhora que va visibilitzar les iniciatives de canvi social existents.
El 28 de juliol de 2022, el Govern Executiu de Catalunya va optar per presentar al COE la seva candidatura en solitari per a organitzar els Jocs Olímpics i Paralímpics d'Hivern de 2030 tot i reconèixer que la decisió no depenia d'ells. El projecte preveu que les seus esportives de gel siguin a Barcelona, Badalona i Gavà, les de neu a La Molina, Masella, Espot, Baqueira-Beret i Boí-Taüll, i les disciplines de lliscament i salts es farien fora del país. Per la seva banda, la plataforma STOP JJOO 2030 va lamentar que el Govern segueixi destinant recursos públics ara en una candidatura olímpica catalana. També va exigir que es convoqui la consulta popular que va suspendre i que es paralitzin els tràmits de la candidatura fins que els veïns i veïnes del Pirineu no puguin decidir, atès que l'anunci de la candidatura en solitari va ser només 4 dies després del dia en què s'hagués hagut de consultar als habitants de les comarques afectades.
El novembre de 2022, la plataforma STOP JJOO 2030 va realitzar una acció a l'estació d'esquí de La Molina a fi de denunciar el fet que les institucions catalanes continuessin injectant diners al conglomerat de sis complexos rescatats per la Generalitat i mantinguts per l'empresa pública Ferrocarrils de la Generalitat de Catalunya, a més del malbaratament d'aigua i d'energia que suposa la producció de neu artificial en un context d'emergència climàtica.
El 30 de desembre de 2023 el Govern de la Generalitat de Catalunya anuncià que tancava la porta a la candidatura pels Jocs Olímpics d'Hivern 2030. Com a motiu final s'argumentà la «inviabilitat» de realitzar els Jocs Olímpics d'Hivern als efectes de la sequera i a uns Pirineus que ja no mostraven gairebé neu.